# 주일석
주일석(1969년~)은 대한민국의 군인이다.
1987년 해군사관학교 46기로 입교하여, 1992년 졸업과 함께 해병대 소위로 임관하였다. 2024년에 대한민국의 해병대사령관으로 임명되었다.

## 경력
- 해병대 6여단장
- 해병대 부사령관
- 해병대사령부 전력기획실
- 합동참모본부 전비태세검열실장
- 해병대 제1사단장[3]
- 해병대사령관